# Amiri (tipografia)
L'Amiri (àrab: أميري, Amīrī) és una tipografia o font dissenyada amb estil cal·ligràfic naskhí pel Dr. Khaled Hosny. La versió beta s'estrenà el desembre del 2011 i aviat es tornà una de les tipografies àrabs més populars. A l'octubre del 2019 sembla que s'usava en unes 67.000 pàgines d'internet i la interfície de programació de Google Fonts l'atén unes 74,8 milions de vegades per setmana. La font Amiri també engloba glifs llatins, i de fet suma en total més de 6.000 glifs. Pren el nom de l'«Alcorà Amiri», l'edició de l'Alcorà feta per la impremta Amiri, amb una font tipogràfica creada per la mateixa impremta.

## Inspiració
L'Amiri s'inspirà en la cal·ligrafia d'estil naskhí i la va usar per primera volta la Impremta Amiri el 1905. S'utilitzà per a imprimir l'«Alcorà Amiri», també conegut com a «edició del Caire» o «edició egípcia», una de les primeres edicions de l'Alcorà impreses i certificada per una autoritat islàmica, la Mesquita d'al-Azhar, el 1924.
Sobre aquest tipus de lletra del 1905 i sobre el repte de digitalitzar l'alfabet àrab, el Dr. Hosny digué: «Una de les característiques més noves de la font Bulak és preservar l'estètica de la cal·ligrafia naskhí alhora que compleix amb els requisits (i limitacions) de la composició tipogràfica, un equilibri que no s'assoleix fàcilment».
El projecte Amiri, el va secundar Google Web Fonts, TeX Users Group i algunes donacions d'usuaris.

## Característiques
Amiri fou comercialitzat per Open Font License de SIL.
El tipus de lletra té diferents estils: regular, negreta, inclinada, negreta inclinada, etc., tots disponibles en TrueType i OpenType.
La font Amiri fa ús extensiu de les funcions OpenType per a produir posicions i substitucions automàtiques, inclosa una gran varietat de formes contextuals, lligadures i interlletratge per a les lletres àrabs i els números de les aleies, i ofereix funcions opcionals com ara variacions d'algunes lletres i numeració aràbiga.
La font Amiri ha estat desenvolupada exclusivament amb programari lliure, és a dir: FontForge, Inkscape, Python i Vim.